# Emmet Mattonowski
(Tipica esclamazione)
Emmet Mattonowski (Emmet Brickowski) talvolta soprannominato Lo Speciale (The Special), è un personaggio immaginario minifigure LEGO del franchise di The LEGO Movie e il protagonista di The LEGO Movie (2014) e del sequel, The LEGO Movie 2 - Una nuova avventura (2019).
La sua avventura inizia come un uomo qualunque, operaio edile nella sua città natale di Bricksburg, e più tardi, inaspettatamente, diventa il Mastro Costruttore Lo Speciale. Dalla fine del primo film, Emmet ha una relazione con Lucy "Wildstyle", un altro Mastro Costruttore.
Emmet è doppiato in originale da Chris Pratt, e in italiano da Massimo Triggiani.

## Biografia del personaggio

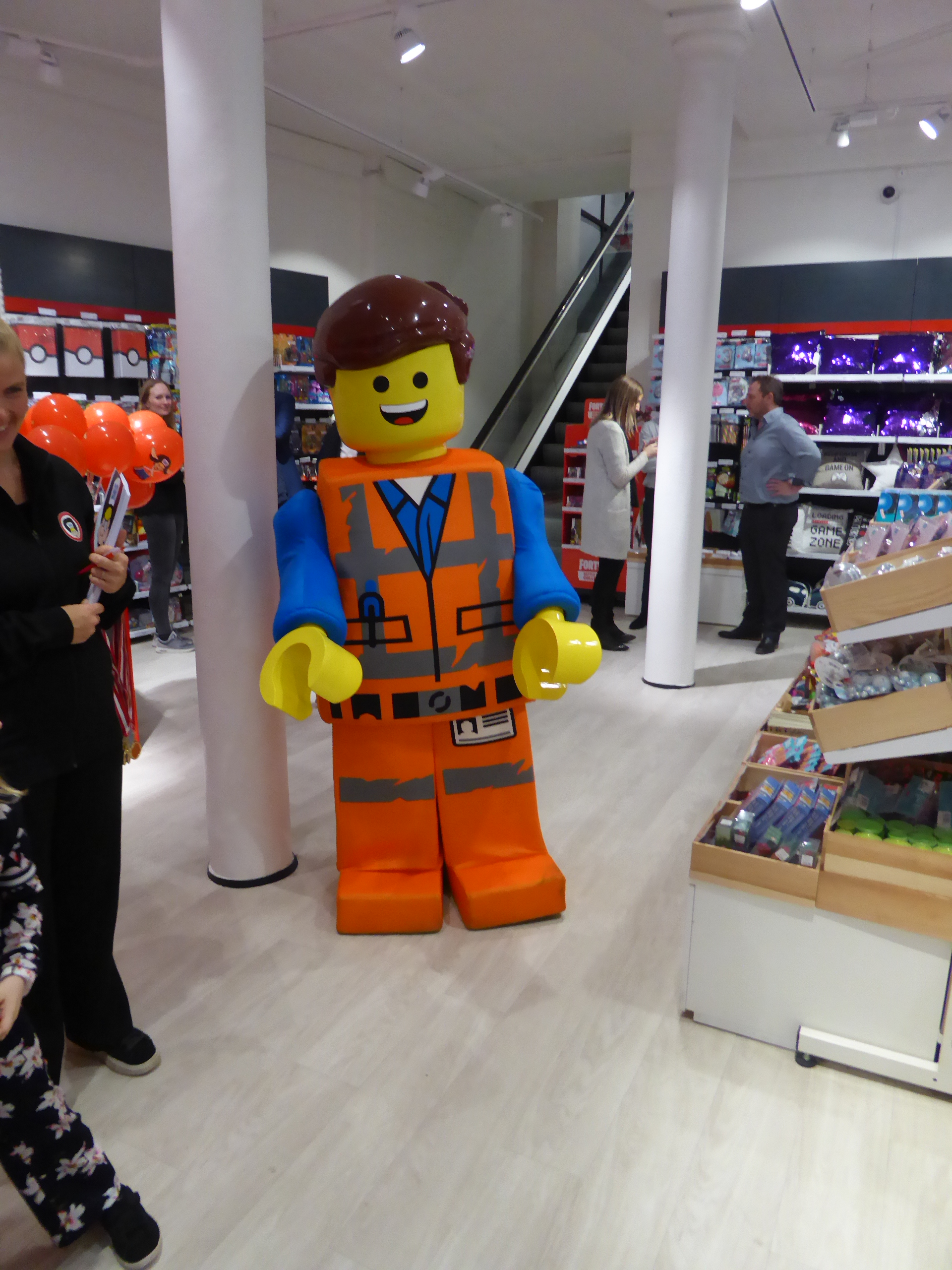
Cosplay di Emmet

### The LEGO Movie(2014)
Inizialmente Emmet viene raffigurato come un normale ragazzo, gentile, divertente, ottimistico e molto spensierato. Per lui, tutto nel mondo, anche le cose negative, sono "meravigliose" (che è anche il titolo della canzone È Meraviglioso!!!, la sua preferita). Vive da solo in un appartamento con la sua "Piantina", una pianta verde in vaso che Emmet tratta come un vero e proprio animale domestico. Tuttavia, Emmet ama socializzare con la gente ed essere amichevole con i suoi vicini e i colleghi di lavoro, sebbene sia per lo più non riconosciuto e ignorato. Per soddisfare se stesso, segue un elenco molto lungo, quasi infinito, di istruzioni che gli mostrano come adattarsi a tutti nel mondo ed essere sempre felice.
Emmet inaspettatamente scopre di essere stato scelto da una profezia proclamata dal mago Mastro Costruttore Vitruvius come Lo Speciale, per trovare il pezzo forte necessario a salvare il Multiverso LEGO e fermare il malvagio Lord Business. Inoltre, incontra la sua futura fidanzata, Lucy (alias "Wildstyle").
All'inizio, Emmet non è considerato granché dai suoi coetanei e dai Mastri Costruttori, essendo visto come una persona piatta e oramai troppo abituata a seguire le istruzioni. Ma quando scopre che tutto il multiverso proviene dall'immaginazione di un bambino con una straordinaria creatività, trova il suo potere interiore e diventa un vero Mastro Costruttore. Viene rispedito a Bricksburg, dove sconfigge con un discorso aLord Business e salva il mondo festeggiando con i suoi nuovi amici. Lui e Wildstyle si mettono poi insieme alla fine del film.

### LEGO Batman - Il film(2017)
Emmet fa un cameo nel primo film spin-off, LEGO Batman - Il film. All'inizio del film, quando l'anchorman Phil sta spiegando i risultati dell'esplosione della bomba di Joker, Emmet viene visto cadere nell'Abisso Infinito del Nulla, indicando che l'esplosione avrebbe avuto un effetto su altre dimensioni del Multiverso Lego.

### The LEGO Movie 2 - Una nuova avventura(2019)
Immediatamente dopo gli eventi del primo film, gli alieni Duplo atterrano a Bricksburg. Emmet decide di avvicinarsi pacificamente, costruendo un cuore in LEGO come segno di amicizia, ma quando uno dei Duplo lo mangia Lucy e gli altri li attaccano. Questo richiama altre creature Duplo che seminano il panico a Bricksburg, ma Emmet dice a Lucy che tutto può essere ancora meraviglioso.
Cinque anni dopo gli invasori Duplo hanno trasformato Bricksburg in un deserto post-apocalittico alla Interceptor di nome Apocalisseburg che continuano a distruggere periodicamente. Emmet però rimane ottimista e vuole vivere in una casa insieme a Lucy, ma è anche turbato dai sogni profetici su un presunto evento in arrivo chiamato Armammageddon.
Il capo dell'esercito Duplo, il Generale Sconquasso, arriva ad Apocalisseburg e proclama che la regina Wello Ke-Wuoglio del Sistema Sorellare vuole sposare il loro capo. Dopo qualche discussione su chi è il leader, Sconquasso rapisce Batman, Lucy, Benny, Barbacciaio e Unikitty. Per salvarli Emmet converte la sua casa in un'astronave. Attraversato il seminterrato, viene salvato da un campo di asteroidi dall'avventuriero Rex Rischianto. Mentre viaggiano verso il Sistema Sorellare, Emmet inizia ad ammirare e imitare Rex per poter impressionare Lucy con il suo atteggiamento da duro. I due sfuggono alla cattura delle forze di Wello Ke-Wuoglio e si riuniscono alla ragazza. Emmet escogita un piano per salvare i suoi amici, ossia distruggere il tempio dove si celebrerà il matrimonio tra la regina e Batman. Mentre Lucy combatte Sconquasso, apprende che la regina non ha mai voluto essere cattiva nei confronti di Apocalisseburg, ma il matrimonio era semplicemente un modo per mantenere la pace tra i due mondi. Inoltre, scopre che la forma originale della regina è il cuore che Emmet aveva costruito per i Duplo nel suo tentativo di fare pace. Emmet però, manipolato da Rex, distrugge il tempio proprio mentre Lucy si rende conto che Rex intende deliberatamente scatenare l'Armammageddon.
Nel mondo reale, l'atto di distruggere il tempio è rappresentato da Finn che distrugge con rabbia le creazioni LEGO della sorellina Bianca. Sentendoli litigare, la loro madre ordina loro di mettere i loro set LEGO nello sgabuzzino, dando così il via all'Armammageddon. Emmet cerca di fermarli ma Rex gli rivela di essere in realtà una sua versione amareggiata del futuro: dopo essere stato trascurato per anni sotto una lavatrice dopo essersi schiantato nel campo degli asteroidi, ha viaggiato indietro nel tempo con l'intenzione di provocare l'Armammageddon come vendetta. Rex colpisce Emmet sotto la lavatrice per garantire la sua esistenza, ma Lucy fugge dallo sgabuzzino e salva Emmet da Rex. Quest’ultimo, vedendo che alla fine Lucy ha salvato Emmet (quindi lui stesso del passato), si redime ma lui e la sua linea temporale vengono cancellati dall'esistenza.
Wello Ke-Wuoglio e Batman finalmente si sposano, rappresentati da Finn e Bianca che si riconciliavano tra loro accettando di giocare di nuovo insieme. La loro madre restituisce i loro set LEGO e il multiverso LEGO si trasforma in un miscuglio di Apocalisseburg e Sistema Sorellare. La casa dei sogni di Emmet viene ricostruita e Lucy rivela di essere stata uno degli artisti originali di È meraviglioso!!!, lasciando Emmet molto sorpreso.

## Caratterizzazione

### Età
Secondo una bozza della sceneggiatura del primo film, Emmet ha 22 anni. Questo significherebbe che Emmet ha 27 anni nel secondo film e aveva circa tredici anni e mezzo quando Lord Business creò il Kragle, mentre Emmet trovò il "pezzo forte" otto anni e mezzo dopo.

### Cognome
Nonostante sia stato accreditato come tale nei titoli di coda di The LEGO Movie, il cognome di Emmet, Brickowski, è appena menzionato in tutta la trama del franchise. In una scena del primo film in lingua originale, Lord Business fa brevemente riferimento a Emmet come "Brickowski" (adattato in italiano come "Mattonowski"), sebbene all'inizio ciò potesse essere interpretato come un insulto intelligente. In The LEGO Movie 2 - Una nuova avventura, Rex chiama Emmet con il suo nome e cognome e scherza dicendo: "sei la ragione per cui ho iniziato a indossare giubbotti."
Sebbene sia visto come un gioco di parole intelligente sul cognome di una persona reale che termina in "owski", si ritiene che il cognome di Emmet abbia tratto ispirazione dall'ex giocatore della NBA Frank Brickowski.

## Altri media

### Videogiochi
- Emmet appare come il protagonista dei videogiochi basati sui due film: The LEGO Movie Videogame e The LEGO Movie 2 Videogame. In entrambi Emmet ha a disposizione diverse varianti di se stesso, che possono essere utilizzate come intrattenimento o travestimenti necessari per progredire in un livello.[9][10]
- Emmet appare anche come personaggio giocabile in LEGO Dimensions. Il suo Fun Pack include anche il suo escavatore.[11][12][13][14]

## Altre apparizioni
- Appare in tre episodi della serie YouTube HISHE (spesso tradotta in "Come sarebbe dovuto finire…"): The LEGO HISHE , The LEGO HISHE 2 (The Alternate Ending) e Lego Batman Is Jelly. Nel primo Emmet è visto sconfiggere gli alieni Duplo e salutare Superman e Batman nel caffè. Nel secondo viene mostrato con altri personaggi del primo film in un finale alternativo al film in cui il presidente Lord Business viene incarcerato per i suoi crimini, nonostante il suo cambiamento di cuore. Nel terzo Emmet sembra essere travestito da Star-Lord (si ricorda che nella versione originale il personaggio di Emmet viene doppiato da Chris Pratt, interprete di Star-Lord ne I Guardiani della Galassia).[15][16][17]
- Emmet e Lucy fanno un cameo nell'episodio dei I Simpson, Mattoncino come me.